# Majstori
Majstori (cyr. Мајстори) – wieś w Czarnogórze, w gminie Cetynia. W 2003 roku pozostawała niezamieszkana.